# Beatrix van Genève
Beatrix van Genève ook bekend als Margaretha van Genève (circa 1180 - 1252) was van 1195 tot 1233 gravin van Savoye.

## Levensloop
Beatrix was de dochter van graaf Willem I van Genève en Beatrix van Faucigny.
Aanvankelijk was het de bedoeling dat ze de derde echtgenote zou worden van koning Filips II van Frankrijk. Tijdens de reis naar Frankrijk met haar vader in mei 1195 maakten ze een tussenstop bij graaf Thomas I van Savoye. Thomas was aangetrokken door de schoonheid van Beatrix en uiteindelijk huwde Thomas met haar, gebruik makend van het argument dat Filips al gehuwd was. Filips was in 1193 namelijk gehuwd met Ingeborg van Denemarken, maar hij had haar al kort na het huwelijk verstoten.
Uit het huwelijk van Thomas en Beatrix werden negentien kinderen geboren:
- Amadeus IV (1197-1253), graaf van Savoye
- Helena (overleden in 1230)
- Humbert (overleden in 1223)
- Thomas (1199-1259), heer van Piëmont
- Elisabeth (overleden in 1235)
- Aymon (overleden in 1237), heer van Chablais
- Hendrik (1205-1230), heer van Lyon
- Willem (overleden in 1239), bisschop van Valence
- Amadeus, bisschop van Maurienne
- Maria (overleden in 1210)
- Magdalena (overleden in 1239), abdis in de Abdij van Hautecombe
- Peter II (1203-1268), graaf van Savoye
- Filips I (1207-1285), graaf van Savoye en bisschop van Valence
- Bonifatius (1217-1270), aartsbisschop van Canterbury
- Beatrix (1205-1266), huwde in 1219 met graaf Raymond Berengarius V van Provence
- Alix (overleden in 1250), abdis in de Sint-Pietersabdij van Lyon
- Agatha (overleden in 1245), abdis in de Sint-Pietersabdij van Lyon
- Margaretha (overleden in 1273), huwde met graaf Hartman I van Kyburg
- Avita (1215-1292), huwde in 1257 met Baldwin de Revers, 7e Earl van Devon, en daarna met baron Robert Aguillon

In 1252 stierf Beatrix van Genève, waarna ze werd bijgezet in de Abdij van Hautecombe.